# Liste der Provinzialstraßen in der Provinz Luxemburg
Die Liste der Provinzialstraßen in der Provinz Luxemburg listet die Provinzialstraßen in der belgischen Provinz Luxemburg auf. Diese Straßen werden wegen ihrer Einbeziehung in das belgische Netz der N-Straßen auch als quartäre (= in der vierten Kategorie) Nationalstraßen bezeichnet.

## Provinzziffern
Die Provinzialstraßen werden in Belgien mit dem Buchstaben N und einer dreistelligen Zahl dargestellt. Die erste Ziffer gibt die jeweilige Provinz an. In der Provinz Luxemburg ist dies die Ziffer 8.
Die weiteren Provinzialstraßen tragen in den anderen Provinzen die folgenden Anfangsziffern:
- 1 Antwerpen
- 2 Brabant: Region Brüssel-Hauptstadt sowie Provinzen Flämisch-Brabant und Wallonisch-Brabant
- 3 Westflandern
- 4 Ostflandern
- 5 Hennegau
- 6 Lüttich
- 7 Limburg
- 9 Namur

## Provinzziffer 8
Der Straßenverlauf wird in der Regel von Nord nach Süd und von West nach Ost angegeben.
| Nr.       | Verlauf |
| --------- | --- |
| N 800     | N 870 in Rachecourt – N 88 in Halanzy |
| N 801     | N 40 in Hamipré – Assenois – Les Fossés – N 894 – N 897 – Rossignol – N 891 – Breuvanne – N 93 |
| N 802     | N 825 – N 40 |
| N 803     | (N 803 in der Provinz Namur) – Provinzgrenze – N 846 – Grupont – N 808 in Saint-Hubert |
| N 804     | N 883 in Aubange – – N 830 – Staatsgrenze – ( in Luxemburg) |
| N 806     | N 86 in Bomal – Aisne – Deux-Rys – N 876 – Mormont – Grandmenil – N 807 – N 30 in Manhay |
| N 807     | N 86 in Hotton – Fisenne – N 841 – N 876 – Érezée – Clerhé – N 806 in Grandménil |
| N 808     | N 40 in Libin – N 803 – Saint-Hubert – N 848/N 849 – N 89 |
| N 809     | N 88 in Virton – N 82 in Virton |
| N 810     | (D 777 in Frankreich) – Staatsgrenze – Corbion – N 893 – N 828 in Bouillon |
| N 811     | N 87 in Virton – N 875 – N 885 – N 88 |
| N 812     | N 30 – Montleban – N 878 |
| N 813     | N 833 in Tohogne – N 833 in Durbuy |
| N 814     | N 638 – Provinzgrenze – (N 814 in der Provinz Lüttich) – Provinzgrenze – N 833 |
| N 815     | N 827 in Gouvy – Ourthe – N 68 in Deiffelt |
| N 817     | N 850 in Arlon – N 81 in Arlon |
| N 818     | (Frankreich) – Staatsgrenze – Fontenoille – N 83 in Chassepierre |
| N 819     | (N 819 in der Provinz Namur) – Provinzgrenze – Rochehaut – N 893 – Mogimont – N 95 – N 899 – N 89 |
| N 820     | N 833/N 834 in La Roche-en-Ardenne – N 89 in La Roche-en-Ardenne |
| N 821     | N 874 in Mageret – Benonchamps – Wardin – N 84 |
| N 822     | N 651 in Vaux-Chavanne – Provinzgrenze – (N 822 in der Provinz Lüttich) – Provinzgrenze – ohne Ort, ohne Abzweig einer klassifizierten Straße – Provinzgrenze – (N 822 in der Provinz Lüttich) – Provinzgrenze – ohne Ort, ohne Abzweig einer klassifizierten Straße – Provinzgrenze – (N 822 in der Provinz Lüttich) – Provinzgrenze – Goronne – Rencheux – Vielsalm – N 68 |
| N 823     | N 68 in Vielsalm – N 675 – Vielsalm |
| N 825     | N 85 in Longlier – N 802 – Ebly – Traimont – Witry – N 848 |
| N 826     | N 40 in Libramont-Chevigny – Séviscourt – Freux-Suzerain – Freux-Ménil – Moircy – Jenneville – N 848 – Bonnerue – Amberloup – N 829 – – Salle – Givroulle – Gives – N 834 – Bertogne – Compogne – Mabompré – N 847 – N 30 in Houffalize |
| N 827     | N 30 – Cherain – N 878 – Sterpigny – Halconteux – N 892 – Gouvy – N 838 – N 815 – N 68 – Beho – Maldingen – N 62 |
| N 828     | N 89 in Curfoz – Bouillon – N 810 – N 89 |
| N 829     | N 4 in Ortheuville – Lavacherie – N 826 in Amberloup |
| N 830     | (D 46b in Frankreich) – Staatsgrenze – N 804 – N 872 auf der Staatsgrenze – Staatsgrenze – ( in Luxemburg) |
| N 831     | N 623 in Hamoir – Provinzgrenze – (N 831 in der Provinz Lüttich) |
| N 833     | N 831 – Tohogne – N 813 – N 814 – N 813 – Durbuy – N 983 – Petit-Han – N 929 – Melreux – Hotton – N 86 – Hampteau – Rendeux-Bas – Jupille – Vecpré – N 888 – N 820/N 834 in La Roche-en-Ardenne |
| N 834     | N 820/N 833 in La Roche-en-Ardenne – N 89 – Hubermont – Ortho – Bertogne – N 826 – Longchamps – Savy – N 854 – N 30 in Bastogne |
| N 835     | N 94 – Wellin – N 40 – Lomprez – N 855 – Fays-Famenne – Haut-Fays – Provinzgrenze – (N 835 in der Provinz Namur) |
| N 836     | in Marche-en-Famenne – Provinzgrenze – (N 836 in der Provinz Namur) |
| N 837     | N 897 in Houdemont – Nantimont – N 87 |
| N 838     | N 827 in Gouvy – N 892 – Cherapont – Limerlé – Tavigny – Buret – Bœur – Bourcy – N 877 – Oubourcy – Arloncourt – N 874 |
| N 839 (?) | – N 63 – N 86 in Marche-en-Famenne |
| N 839 (?) | N 840 in Pin – N 891 in Jamoigne |
| N 840     | N 894 – Izel – N 839 – Pin – N 88 – Villers-devant-Orval – Staatsgrenze – (D 44 in Frankreich) |
| N 841     | N 86 in Barvaux – Wéris – N 876 – N 807 in Fisenne |
| N 844     | in Arlon – Staatsgrenze – (CR 105 in Luxemburg) |
| N 845     | N 89 – Saupon – N 853 |
| N 846     | N 40 in Halma – Chanly – Resteigne – Tellin – N 899 – Bure – N 803 in Grupont |
| N 847     | N 826 in Mabompré – – N 30 |
| N 848     | N 849 in Saint-Hubert – N 89 – Bonnerue – N 826 – Morhet – N 85 – – Cobreville – Winville – N 825 – Fauvillers – Bodange – Wisembach – Radelange – in Martelange |
| N 849     | N 86 in Jemelle – N 889 – Forrières – Masbourg – N 808 – Saint-Hubert – N 848 – N 89 |
| N 850     | N 881 in Arlon – N 817 – N 870 – N 852 – N 82 |
| N 851     | N 875 in Virton – N 82 in Virton |
| N 852     | N 82 in Arlon – N 850 in Arlon |
| N 853     | (N 853 in der Provinz Namur) – Provinzgrenze – Carlsbourg – Paliseul – N 899 – Offagne – N 89 – Bertrix – N 884 – N 845 |
| N 854     | – Savy – N 834 – N 30 in Luzery |
| N 855     | N 835 – N 857 |
| N 856     | in Marche-en-Famenne – N 63 – N 888 – – N 896 |
| N 857     | N 40 – N 855 – Daverdisse |
| N 859     | N 874 in Bastogne – Mardasson Memorial |
| N 860     | N 89 in La Roche-en-Ardenne – Maboge – Bérismenil – Nadrin – Filly – Mormont – N 30 in Houffalize |
| N 870     | N 850 in Arlon – Toernich – Udange – Habergy – Rachecourt – N 800 – N 88 in Halanzy |
| N 871     | N 88 in Dampicourt – N 87 in Rouvroy |
| N 872     | N 88 in Athus – N 830 – Staatsgrenze – ( in Luxemburg) |
| N 873     | Aye – – N 86 |
| N 874     | N 30 in Bastogne – N 859 – Neffe – Mageret – N 821 – N 838 – Longvilly – Staatsgrenze – ( in Luxemburg) |
| N 875     | N 87 in Belle-Vue – Virton – N 851 – N 82 – N 809 – N 88 in Saint-Mard |
| N 876     | N 806 in Mormont – N 841 in Fisenne |
| N 877     | N 30 in Noville – N 838 in Bourcy |
| N 878     | N 68 in Bovigny – Courtil – N 892 – N 812 – N 827 in Sterpigny |
| N 879     | N 83 in Tintigny – Bellefontaine – N 895 – N 87 – N 82 in Ethe |
| N 881     | in Arlon – N 40 – N 850 – /N 81 in Arlon |
| N 882     | ( in Luxemburg) – Staatsgrenze – in Arlon |
| N 883     | N 81 – Messancy – N 81 – Aubange – N 88 – N 804 – Staatsgrenze – (Frankreich) |
| N 884     | N 89 – Bertrix – N 853 – Herbeumont – N 83 – Sainte-Cécile – Muno – Staatsgrenze – (D 19 in Frankreich) |
| N 885     | N 82 in Ethe – Gomery – N 88 – N 811 – Ruette – Staatsgrenze – (D 29 in Frankreich) |
| N 886     | N 88 in Gérouville – Sommethonne – Villers-la-Loue – Houdrigny – N 88 – N 87 – N 82 in Virton |
| N 888     | in Marche-en-Famenne – N 856 – Grimbiemont – N 833 in Vecpré |
| N 889     | (N 889 in der Provinz Namur) – Provinzgrenze – Forrières – N 849 – Nassogne – N 89 |
| N 891     | N 897 in Marbehan – Rossignol – N 801 – Les Bulles – N 839 – Jamoigne – N 83 – Valansart – N 895 – N 88 in Gérouville |
| N 892     | N 878 in Courtil – Halconreux – N 827 – N 838 in Gouvy |
| N 893     | N 819 in Rochehaut – Poupehan – N 810 in Corbillon |
| N 894     | N 40 in Léglise – Les Fossés – N 801 – Suxy – Chiny – N 840 – N 85 in Florenville-Gare |
| N 895     | N 83 in Étalle – Sainte-Marie – Bellefontaine – N 879 – N 891 – Lime – N 88 – Staatsgrenze – (D 110 in Frankreich) |
| N 896     | N 86 in Hargimont – N 856 – |
| N 897     | N 801 – Mellier – Marbehan – N 891 – Rulles – Houdemont – N 837 – N 40 in Habay |
| N 899     | (N 899 in der Provinz Namur) – Provinzgrenze – N 846 – Tellin – – N 40 – Transinne – Maissin – Paliseul – N 853 – N 819 |

## Provinzziffern 6 und 9
Der Straßenverlauf wird in der Regel von Nord nach Süd und von West nach Ost angegeben.
| Nr.   | Verlauf |
| ----- | --- |
| N 638 | (N 638 in der Provinz Lüttich) – Provinzgrenze – N 814 – Provinzgrenze – (N 638 in der Provinz Lüttich) – Provinzgrenze – ohne Ort, ohne Abzweig einer klassifizierten Straße – Provinzgrenze – (N 638 in der Provinz Lüttich) |
| N 645 | (N 645 in der Provinz Lüttich) – Provinzgrenze – N 89 in Joubiéval |
| N 651 | N 30 in Manhay – Vaux-Chavanne – N 822 – Provinzgrenze – (N 651 in der Provinz Lüttich) |
| N 675 | N 68 in Vielsalm – N 823 – N 822 – Petit-Thier – Provinzgrenze – (N 675 in der Provinz Lüttich) |
| N 929 | (N 929 in der Provinz Namur) – Provinzgrenze – N 833 in Grandhan |
| N 945 | (N 945 in der Provinz Namur) – Provinzgrenze – ohne Ort, ohne Abzweig einer klassifizierten Straße – Staatsgrenze – (D 6 in Frankreich) – Staatsgrenze – (N 945 in der Provinz Namur) – Staatsgrenze – (D 6 in Frankreich)     |
| N 953 | (N 953 in der Provinz Namur) – Provinzgrenze – ohne Ort, ohne Abzweig einer klassifizierten Straße – Provinzgrenze – (N 953 in der Provinz Namur)                                                                              |
| N 983 | (N 983 in der Provinz Namur) – Provinzgrenze – N 833 – Petit-Han – N 86 in Barvaux-sur-Ourthe |